# Tetraclita achituvi
Tetraclita achituvi is een zeepokkensoort uit de familie van de Tetraclitidae. De wetenschappelijke naam van de soort is voor het eerst geldig gepubliceerd in 1999 door Ross.